# Maxime Maufra
Maxime Maufra (Nantes, 17 maggio 1861 – Poncé-sur-le-Loir, 23 maggio 1918) è stato un pittore, incisore e litografo francese.
Fece parte della Scuola di Pont-Aven e dei pittori del Dipartimento della Marina.

## Biografia
Nacque a Nantes, da una famiglia benestante e fu avviato agli studi classici e alla carriera di uomo d'affari. A 18 anni cominciò a dipingere spontaneamente frequentando l'atelier del pittore Charles Leduc e di suo fratello Alfred, che gli fornirono le basi della tecnica pittorica, facendogli soprattutto ritrarre i paesaggi lungo le rive della Loira. Ma suo padre lo mandò per qualche anno in Inghilterra, presso un grosso commerciante di Liverpool, perché imparasse correttamente il mestiere. E fu proprio lì che Maxime scoprì la sua passione per la pittura e, ammirando le opere di Turner, l'emozione dell'impressionismo. Visitò poi il Galles e la Scozia, i cui paesaggi lo ispirarono profondamente.
Nel 1884 rientrò in Francia ed intraprese contemporaneamente l'attività professionale e la carriera di pittore.
Due anni dopo, in occasione di una mostra al Salon di Parigi cui partecipò, fu notato da Octave Mirbeau e, sempre nel 1886, espose alla Mostra di Belle arti di Nantes che aveva luogo ogni tre anni ed alla quale erano invitati gli artisti già consacrati e che avevano partecipato al Salon ufficiale parigino.

Maufra si trovò così fra personaggi assai noti della pittura, come Léon Bonnat, Pierre Puvis de Chavannes, Jules-Élie Delaunay, Émile Dezaunay, col quale strinse una grande amicizia, Jean-Léon Gérôme, Jan Verkade, Armand Guillaumin, Émile Jourdan, Henri Harpignies, Henry Moret, Camille Pissarro, Auguste Renoir, Georges Seurat e Alfred Sisley.
La decisione di dedicarsi interamente all'arte abbandonando la sua professione originaria maturò quattro anni dopo, nel 1890, quando conobbe Paul Gauguin. Maufra lasciò Nantes e si sistemò a Pont-Aven. Nel 1891 tenne la sua prima mostra personale a Le Barc de Toutteville. Dal 1891 all'inizio del 1892 frequentò spesso la locanda Buvette de la Plage di Marie Henry, a Pouldu, in compagnia di Charles Filiger. Nel 1892 si recò nello studio di Eugène Delâtre con l'amico Dezaunay e assieme a quest'ultimo realizzò la sua prima incisione, fortemente influenzato dal tratto di Gauguin.
Dopo un altro viaggio in Inghilterra, decise di restare a Parigi e fu infatti, nel 1893, il primo di molti pittori ad installarsi nel Bateau-Lavoir, a Montmartre, che sarebbe divenuto una celebre residenza parigina per artisti. Il suo studio divenne subito un luogo d'incontro per i suoi amici, specialmente Dezaunay, Aristide Briand e il poeta Victor-Émile Michelet.
A partire dal 1895 entrò in relazione d'affari con Paul Durand-Ruel, che diventò il suo mercante d'arte e tale restò per tutta la vita, organizzando diverse mostre dei suoi lavori.
Sempre nell'estate del 1895, dopo un viaggio in Scozia, Maufra, che aveva allora 34 anni, sposò a Londra Céline Le Floch, che aveva conosciuto a Pont-Aven. Soggiornò in seguito a Quiberon, alla Pointe du Raz, nella penisola di Crozon e in diverse altre località.

Nel 1903 si sistemò nella piccola fattoria di Clairefontaine, a Kerhostin,  che poi, nel 1910, finì per acquistare. Lì tentò, ma senza successo, di ricostituire un piccolo gruppo di amici artisti, ma solo Léon Duval-Gozlan lo raggiunse, stanco della vita parigina.
Nel 1916 fu nominato Pittore del Dipartimento della Marina.
Regionalista convinto, fu uno degli animatori della sezione "Belle arti" dell'Unione regionalista bretone.
Maxime Maufra morì dipingendo. Il 23 maggio del 1918, infatti, presso il guado di Braye dove aveva sistemato il suo cavalletto, fu colto da infarto cardiaco.
Nei suoi quadri Maufra usò talvolta la tecnica puntinista di Pissarro e di Sisley. Altre volte si espresse con i colori decisi ed i segni forti della scuola di Pont-Aven. Comunque Maufra rimase un artista indipendente che dedicò la sua arte alla bellezza dei paesaggi, in prevalenza bretoni. Interpretò quindi, assai personalmente e coerentemente, le ansie formali e cromatiche del post-impressionismo, così come Gauguin l'aveva iniziato.

## Opere
Più di mille opere censite sino ad oggi. Fra cui:

### Disegni e acquarelli
- 1896 -  Vallon en Bretagne , acquarello.
- 1898 -  Côte bretonne ,  aquarello e matite colorate.
- 1907 -  Ruelle de Village . Disegno, acquarello, carboncino.

### Dipinti a olio

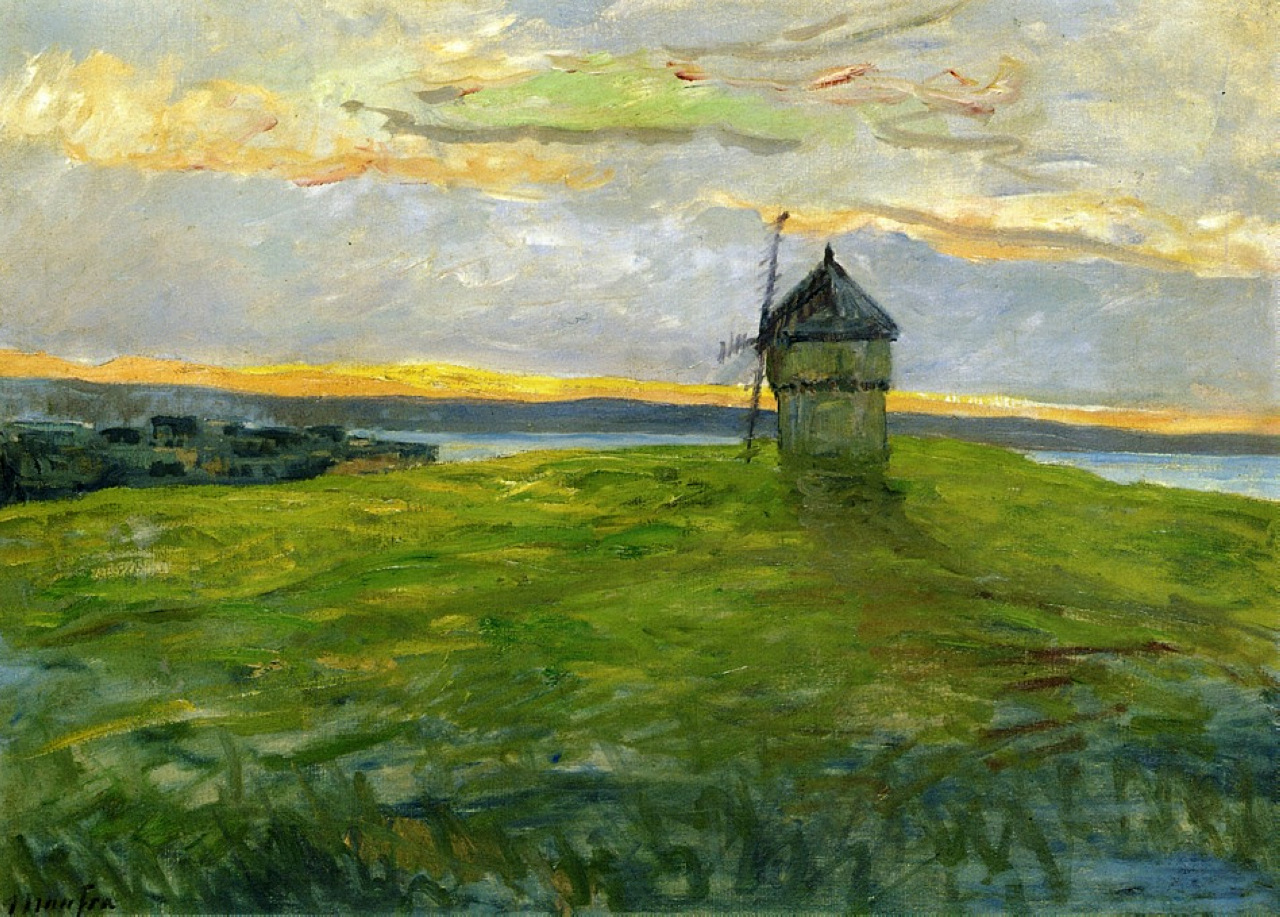
Paesaggio con mulino

- 1888 -   Le chemin près de l'étang .
- 1896 -   Le village de Locronan, (collezione privata).
- 1899 -   Le Vent .
- 1900 -   La plage à Yport , Collezione della Comunità francese del Belgio[3].
- 1902 -   Bords de Seine à Château-Gaillard .
- 1911 -   Le port de La Rochelle au crépuscule .
- 1911 -   Kerhostin .
- 1913 -   Soir d'orage à Kerhostin .
- 1917 -   Marée basse sur la plage de Port-Blanc .
- N. D. -   La rue descendante à Locronan

### Incisioni e litografie
- 1894 -  La Vague , acquaforte et acquatinta. Museo di Belle arti di Pont-Aven.
- 1897 - Manifesto dell'Esposizione di Émile Dezaunay alla Galleria Moline, in rue Laffitte, Parigi.
- N. D. -  Le Chemin du bord de mer , litografia a colori.

## Mostre
- 1894 - Salon de la Société Nationale des Beaux-Arts
- 1894 - Salon degli indipendenti
- 1903 - Cofondatore con Frantz Jourdain del Salon d'Automne al Petit Palais
- 1904 - Salon d'Automne al Grand Palais
- 1886 - Esposizione al Museo di Belle arti di Nantes in compagnia di Dezaunay. Vi espose 3 tele.
- 1892 - Partecipa alla 2ª  Exposition des Peintres Impressionnistes et Symbolistes con : Louis Anquetin, Émile Bernard, Pierre Bonnard, Maurice Denis, Charles Filiger, Maximilien Luce, Henry Moret, Camille Pisarro, Paul-Élie Ranson, Paul Sérusier, Paul Signac, Toulouse Lautrec.
- 1895 - Mostra dei Bretoni di Parigi, con Dezaunay

Postume
- 1996  - Maufra  mostra al Museo di Belle arti di Quimper per tutta l'estate.
- 2001  - L'âge d'or de la peinture en Bretagne ,  Museo della Cohue di Vannes dal 22 giugno al 28 ottobre, mostra collettiva.

## Musei
- Museo di Belle arti di Pont-Aven:  L'Onda
- Museo di Belle arti di Nantes:
- Museo di Belle arti di Quimper:
- Museo di Belle arti di Rennes:
- Museo di Belle arti di Vannes:

## Galleria d'immagini

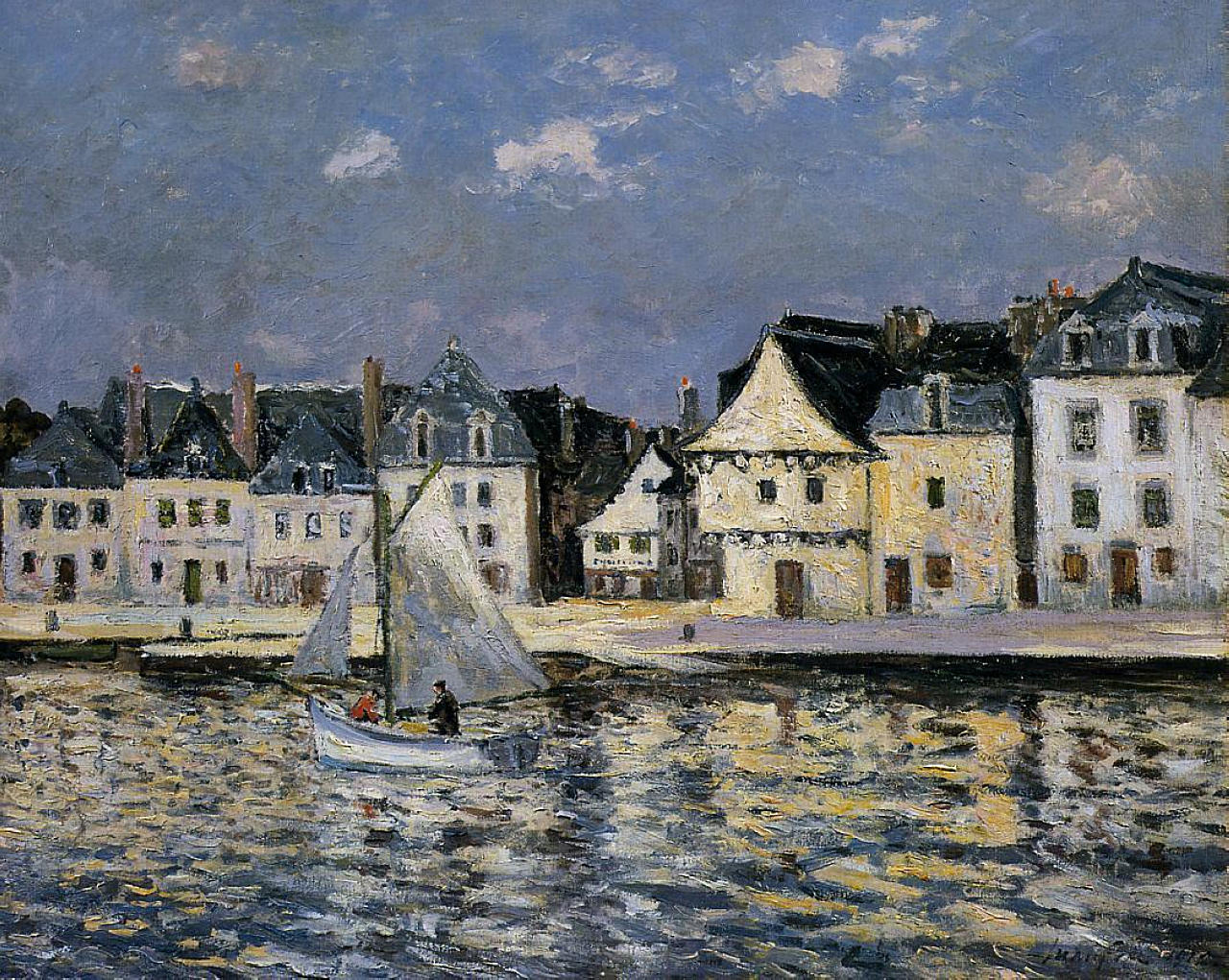
Il porto di Saint Goustan
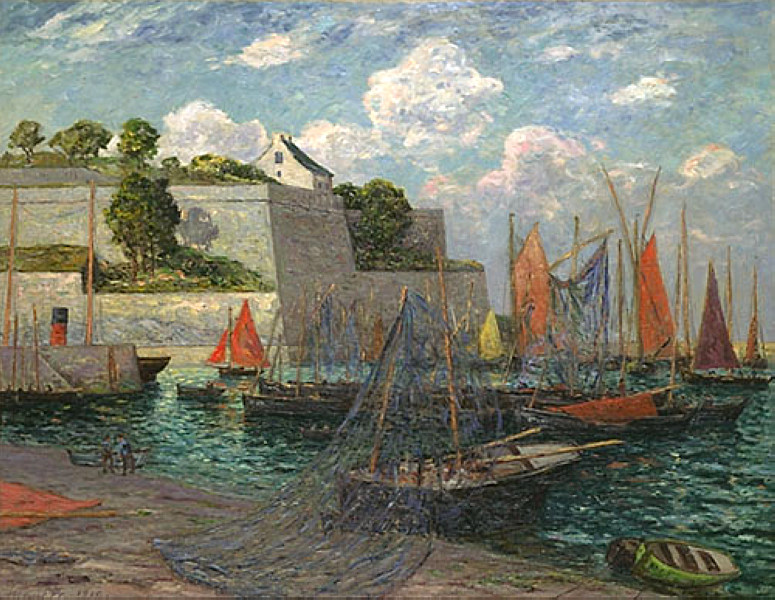
Il porto di Belle Île
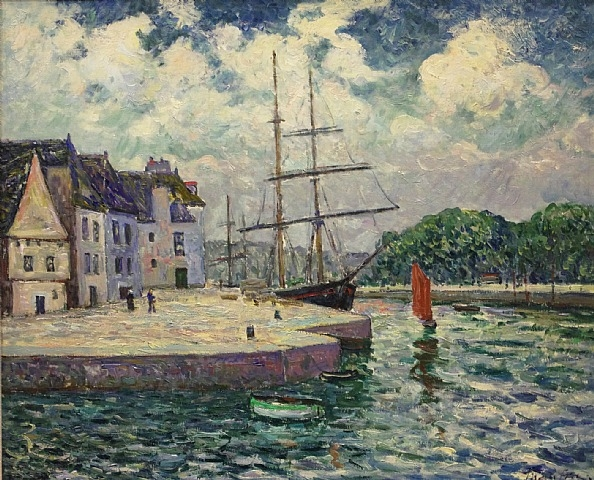
Il porto di Saint Goustant a Auray
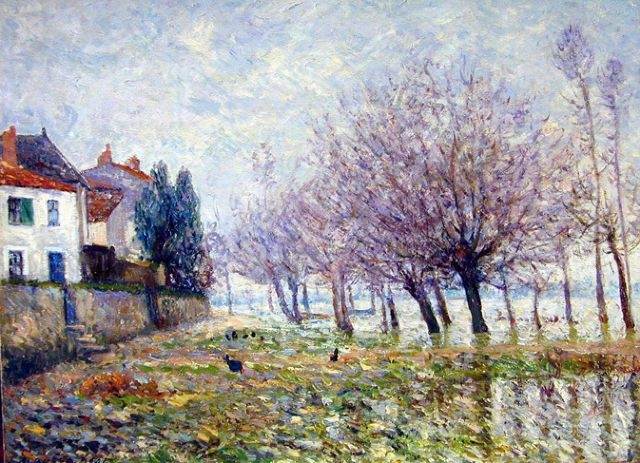
Dopo l'inondazione
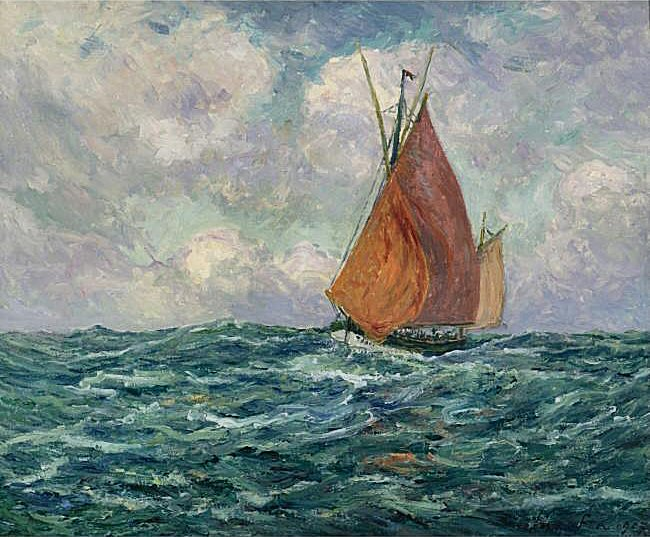
Tonniera in mare
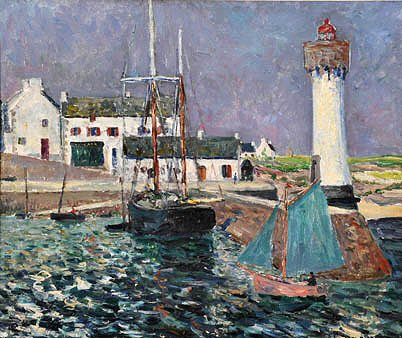
Il faro del porto di Haliguen
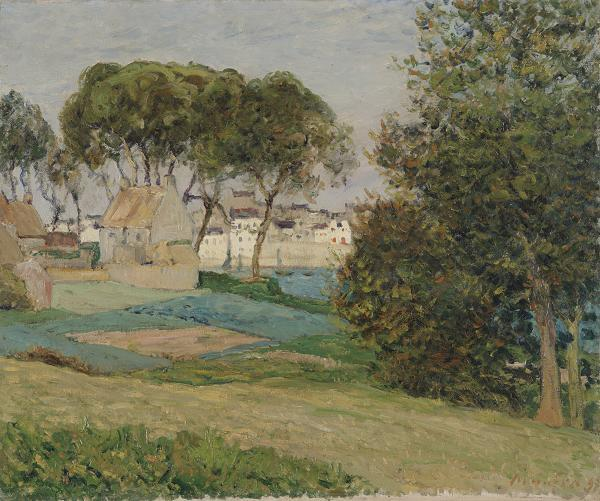
Paesaggio d'ottobre a Douarnenez
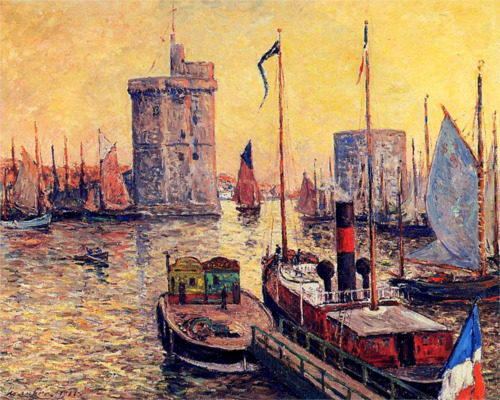
Il porto de La Rochelle

## Collegamenti esterni

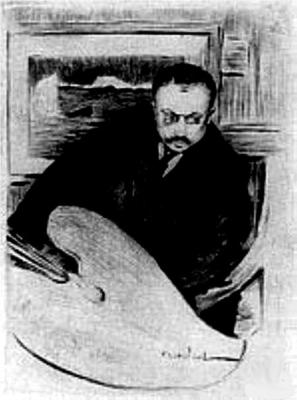
Maxime Maufra
Ritratto di Allan Österlind